# Велосипед с ременным приводом
Велосипед с ременным приводом — класс бесцепных велосипедов, в которых передача крутящего момента от кареточного узла (педалей) к колесу происходит с помощью специального ремня вместо цепи, то есть используется ременная передача.

## Достоинства
- Ремень не подвержен коррозии
- Ременная система не требует смазки
- Ременная передача производит значительно меньше шума
- Меньший вес

## Недостатки
- Для переключения передач необходимо применять редукторы, встроенные в заднюю ступицу (втулку) или в кареточный узел, например планетарный переключатель скоростей.
- Конструкция рамы должна предусматривать возможность разъединения рамы для установки или замены ремня, либо использовать размыкающиеся ремни